# 星崎入口
星崎入口（ほしざきいりぐち）は、愛知県名古屋市南区にある名古屋高速3号大高線のインターチェンジである。

## 概要
都心環状線方面の入口専用で出口はない。
国道23号と国道1号を連絡する愛知県道36号諸輪名古屋線沿いに設置されているが、36号交差点から少し奥まった所にある。

## 道路
- 名古屋高速3号大高線

## 料金所

### 都心環状方面
- レーン数：3[6]
  - ETC専用：1
  - 一般：2

## 歴史
- 1979年（昭和54年）7月25日 : 開通[7]

## 接続する道路
- 直接接続
  - 名古屋市道星崎町第60号線[8]
- 間接接続
  - 愛知県道36号諸輪名古屋線
  - 国道1号
  - 国道23号（名四バイパス）

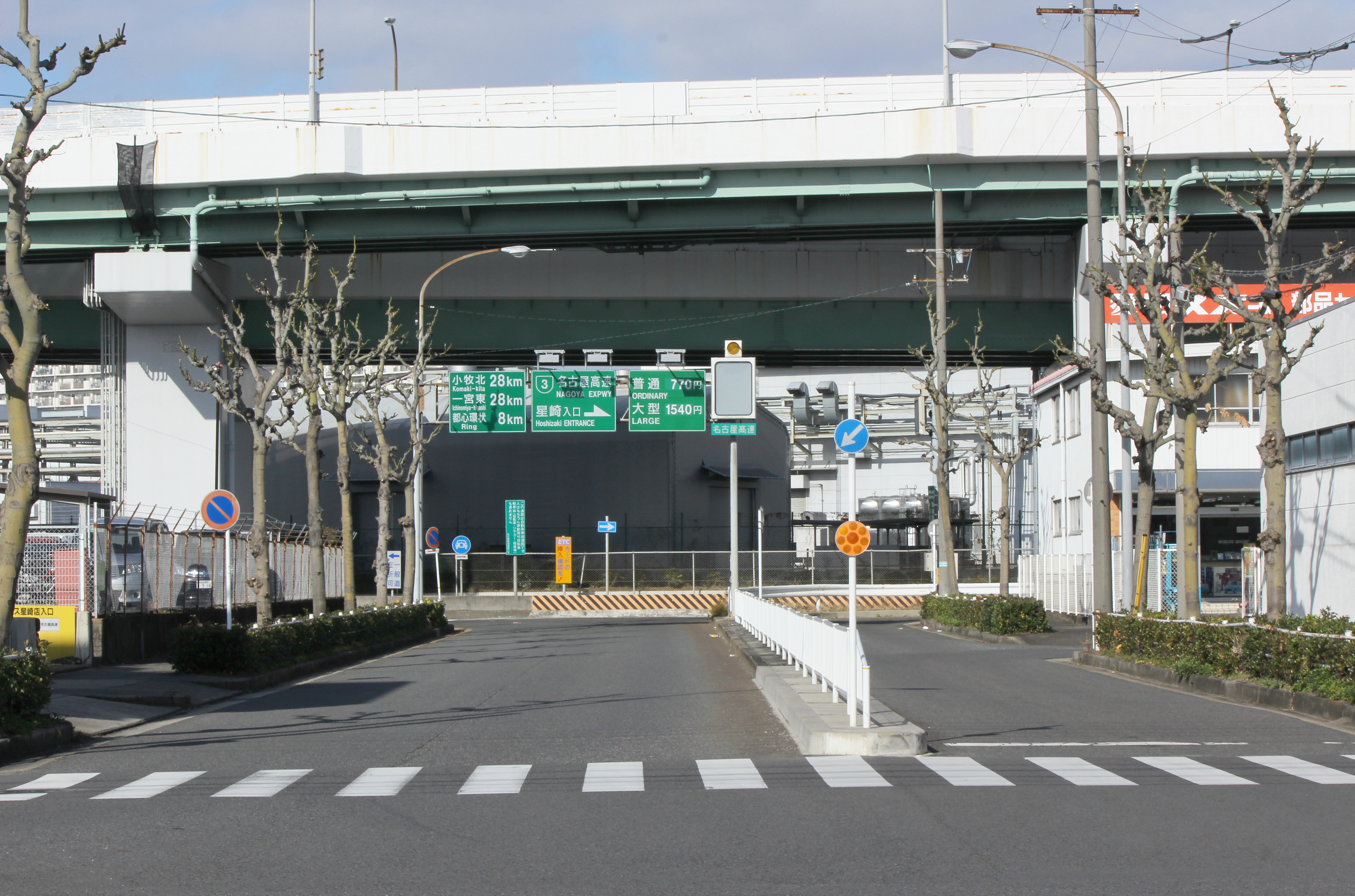
入口と直接接続するのは市道星崎町第60号線。手前の左右道路が県道36号諸輪名古屋線
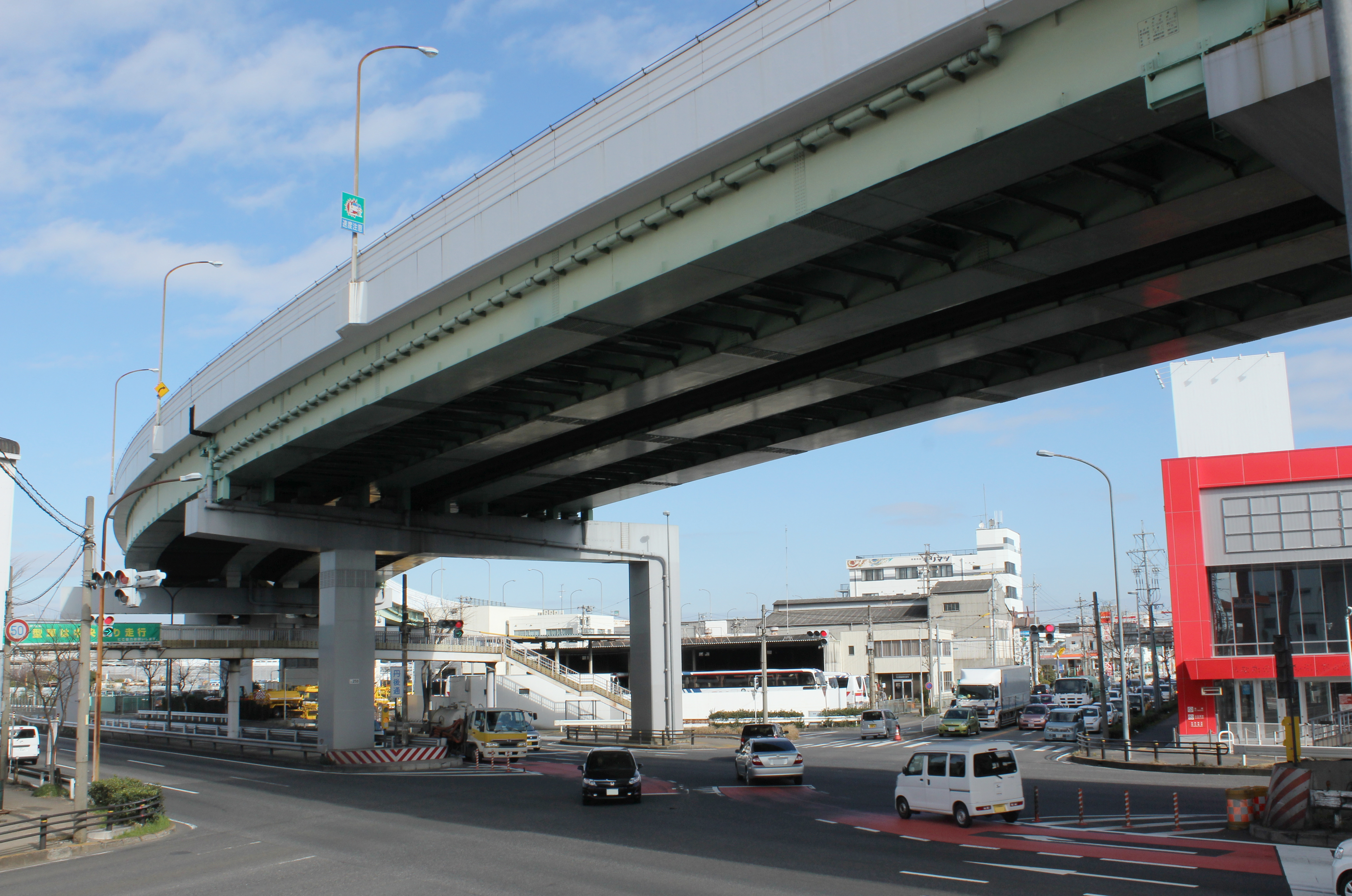
国道23号とは間接接続。交差点右が県道36号諸輪名古屋線。3号大高線も右へ進路を変える。

## 隣
名古屋高速3号大高線
(304,314)笠寺出入口 - 星崎TB - (315)星崎入口 - (308 318)大高出入口